# مارلي (فلم)
مارلي (بالإنجليزية: Marley) هو فيلم وثائقي وسيرة ذاتية وموسيقى تم إنتاجه في المملكة المتحدة والولايات المتحدة وجمايكا وصدر سنة 2012 وهو يتحدث عن المغنى الجمايكي الراحل المشهور بوب مارلي.

## الميزانية والإيرادات
حقق الفيلم أرباح تقدر بـ 1.5 مليون دولار.

## روابط خارجية
- مقالات تستعمل روابط فنية بلا صلة مع ويكي بيانات